# Maun (isla)
La Isla Maun (en croata: Otok Maun) es el nombre que recibe una isla del país europeo de Croacia en el Mar Adriático, ubicada al suroeste de la isla de Pag (de la cual está separada por el canal de Maun) y al noreste de Olib. Su superficie es de 8,50 kilómetros cuadrados (3,28 millas cuadradas), aunque estuvo habitada en la antigüedad en la actualidad no posee población permanente.